# Relic (roman)
Pour les articles homonymes, voir Relic et Superstition (homonymie).
Relic (titre original : Relic) est un roman policier de Douglas Preston et Lincoln Child, paru en 1995. C'est le premier tome des aventures de l'inspecteur du FBI Aloysius Pendergast. L'action se déroule en grande partie au Musée américain d'histoire naturelle de New York.
La traduction française est publiée en France aux Éditions Robert Laffont en 1996 sous le titre Superstition, puis rééditée en 2008 aux éditions de l'Archipel sous son titre original.
Le roman est adapté au cinéma en 1997 par Peter Hyams sous le titre Relic, avec Penelope Ann Miller et Tom Sizemore.

## Résumé
Un tueur mystérieux frappe à plusieurs reprises au sein du Musée américain d'histoire naturelle de New York, alors que se prépare une grande exposition sur le thème de la superstition.
Aloysius Pendergast, un agent du FBI, Vincent D'Agosta, un lieutenant de police, Margo Green, une biologiste, et le journaliste Bill Smithback doivent faire équipe pour déterminer le mobile et l'identité de l'assassin. Leur enquête commune les mène dans les réserves peu fréquentées du bâtiment, reliées par un réseau très étendu et complexe de souterrains. Réussissant à rassembler et analyser quelques traces du corps du tueur, ils réalisent qu'il souffre d'une mutation génétique.

## Suite du roman
Le roman connaît une suite directe intitulée Le Grenier des enfers, (parue en version originale sous le titre Reliquary) en 1997, qui se situe 18 mois après les évènements du Musée. Pendergast et D'Agosta sont confrontés à une série de meurtres sauvages dans les souterrains qui s'étendent sous New York, repaire de marginaux, de criminels et de parias qui ont choisi de se terrer sous Manhattan. Les premières recherches brossent le portrait des créatures extrêmement dangereuses et intelligentes, liées d'une façon ou d'une autre au biologiste Greg Kawakita...

## Adaptation
- 1997 : Relic, film américain réalisé par Peter Hyams, adapté librement du roman éponyme, avec Penelope Ann Miller, Tom Sizemore et Linda Hunt. On note beaucoup de différences entre le roman et le film, notamment l'absence même de Pendergast et de Smithback. D'Agosta mène l'enquête avec ses adjoints. Greg Kawakita se voit rebaptisé Greg Lee et meurt. Le lieu de l'action change pour le Field Museum de Chicago.